# 义品放款银行
义品放款银行（法语：Crédit foncier d'Extrême-Orient，意为远东土地信贷）是一个已结业的比利时-法国银行。

## 历史
该银行创办于1907年，最初名为天津法比兴业银行（Société franco-belge de Tientsin）,资本金超过400万法郎，由几家法国和比利时银行创办：海外银行（Banque d'Outremer）、巴黎荷兰银行（Banque de Paris et des Pays-Bas）、东方国际公司（Compagnie internationale d'Orient）、东方汇理银行（Banque de l'Indochine）。业务以经营房地产押款为主。总行设在布鲁塞尔，在天津设分行。1910年定名为义品放款银行（Crédit foncier d'Extrême-Orient）。
该银行先后开设以下分行：汉口及香港（1911年）、上海（1912年）、北京（1915年）、济南（1918年）、新加坡（1927年）、马六甲及麻坡（1929年）和 怡保（1930年）。
义品放款银行在天津的总部仪品大楼位于天津英租界的海大道（Taku Road）和博目哩道（Bromley Road）交口（今和平区大沽北路和彰德道交口大沽路179-205号）。义品放款银行在天津留下了一批重要的作品，如法国公议局旧址、天津华义银行大楼、泰莱饭店大楼、天津东方汇理银行大楼、朝鲜银行、原法国驻天津领事馆、桂林里、吉鸿昌旧居等等，大多位于天津法租界内。
义品放款银行进入上海之初，就在上海法租界中心地段的环龙路与霞飞路之间投资建造渔阳里，以天津古代名称命名。义品放款银行又在马斯南路（今思南路）东侧的51-95号，兴建义品村住宅区，包括30座花园住宅。此外还有武康路390号住宅等。
由于影响该地区的动荡和战争，该公司陷入了困境，最终关闭了在中国的分支机构，但继续在和香港和新加坡开展业务，并在丹吉尔设立子公司。
由于担心国有化，该公司于1959年清算。部分土地已转入国际土地信贷公司。